# Саут-Гарт (Північна Дакота)
Саут-Гарт (англ. South Heart) — місто (англ. city) в США, в окрузі Старк штату Північна Дакота. Населення — 394 особи (2020).

## Географія
Саут-Гарт розташований за координатами 46°52′5″ пн. ш. 102°59′26″ зх. д. / 46.86806° пн. ш. 102.99056° зх. д. (46.868186, -102.990533).  За даними Бюро перепису населення США в 2010 році місто мало площу 2,47 км², з яких 2,45 км² — суходіл та 0,02 км² — водойми.

## Демографія
Згідно з переписом 2010 року, у місті мешкала 301 особа в 121 домогосподарстві у складі 80 родин. Густота населення становила 122 особи/км².  Було 129 помешкань (52/км²).
Расовий склад населення:
| - 99,0 % — білих |

До двох чи більше рас належало 1,0 %. Частка іспаномовних становила 0,7 % від усіх жителів.
За віковим діапазоном населення розподілялося таким чином: 26,2 % — особи молодші 18 років, 59,2 % — особи у віці 18—64 років, 14,6 % — особи у віці 65 років та старші. Медіана віку мешканця становила 37,1 року. На 100 осіб жіночої статі у місті припадало 113,5 чоловіків;  на 100 жінок у віці від 18 років та старших — 111,4 чоловіків також старших 18 років.
Середній дохід на одне домашнє господарство  становив 88 001 долар США (медіана — 68 250), а середній дохід на одну сім'ю — 82 932 долари (медіана — 75 625). За межею бідності перебувало 5,8 % осіб, у тому числі 3,3 % дітей у віці до 18 років та 23,1 % осіб у віці 65 років та старших.
Цивільне працевлаштоване населення становило 168 осіб. Основні галузі зайнятості: освіта, охорона здоров'я та соціальна допомога — 35,1 %, роздрібна торгівля — 11,3 %, виробництво — 11,3 %.